# Salmanazar II

Salmanasar II ou Shalmaneser ou Salmanazar ou Shoulman-Asharid, roi d'Assyrie de -1032 à -1020 ou -1031 à 1019 av. J.-C. Il fut le fils d'Assurnasirpal Ier et son fils Assur-Nirâri IV lui succéda. On ne sait pratiquement rien de son règne.